# Die Herrgottsgrenadiere
Pour plus de détails, voir Fiche technique et Distribution.
Die Herrgottsgrenadiere (titre français : Le Glacier doré, litt. Les Grenadiers du Bon Dieu) est un film germano-suisse réalisé par Anton Kutter sorti en 1932.
Il est considéré comme le premier film sonore suisse.

## Synopsis
Au milieu des montagnes autour du Lötschental se trouve un village isolé, exposé aux forces de la nature. Les habitants attendent la construction d'une route, au développement de leur village et amélioreront ainsi leur économie médiocre. Soudainement, la population est très excitée, car une société minière internationale a découvert une veine aurifère à proximité et a acquis des droits miniers. La route est maintenant oubliée. Partis dans la fièvre de l'or, les habitants investissent toutes leurs maigres économies en actions et sont embauchés par l'entreprise. Un jour, tandis que dans la vallée la procession annuelle de bénédiction a lieu avec les grenadiers, un orage violent éclate. Un éclair enflamme les explosifs et un peu plus tard, la mine est un énorme tas de gravats.

## Fiche technique
- Titre : Die Herrgottsgrenadiere
- Réalisation : Anton Kutter
- Scénario : Anton Kutter, August Kern
- Musique : Peter Kreuder
- Photographie : Otto Martini (de), Gustav Weiss
- Montage : Anton Kutter, Gottlieb Madl
- Sociétés de production : Gefi-Filmgenossenschaft, Münchner Lichtspielkunst AG (Emelka)
- Société de distribution : Bayerische Filmgesellschaft
- Pays de production :  République de Weimar,  Suisse
- Langue : allemand
- Format : Noir et blanc - 1,37:1 - Mono - 35 mm
- Genre : Film dramatique
- Durée : 100 minutes
- Dates de sortie :
  - Suisse : 5 novembre 1932.
  - République de Weimar : 22 décembre 1932.
  - France : 17 janvier 1933[1].

## Distribution
- Gustav Diessl : Faletti
- Beni Führer : Wisi
- Maria Murmann : Johanna, la fiancée de Wisi
- Stefan Blötzer : Josap
- Franziska Blötzer : Therese, sa femme
- Kurt Horwitz : Le directeur Timmler
- Werner Düby : Boldt, l'ingénieur des travaux routiers
- Willy Braune : Le géologue
- Père Jossen : Le prêtre
- Eligius Rieder : Le maire

## Histoire
Le titre allemand du film est dérivé d'une coutume du Haut-Valais, le défilé annuel des Herrgottsgrenadiere, qui défilent le "Sägisunntag" (dimanche de la bénédiction) jusqu'au jour de la Fête-Dieu avec leurs uniformes rouges dans les villages. Cela rappelle l'époque où les habitants du Lötschental servaient de mercenaire par nécessité dans des armées étrangères en Italie et en France. Une telle procession de bénédiction peut être vu dans le film.
Les plans extérieurs, photographiés par Otto Martini et Gustav Weiss, sont faits en Suisse, dans le Lötschental, dans le Haut-Valais. Les scènes intérieures sont tournées à Munich.

## Crédit d'auteurs
- (de) Cet article est partiellement ou en totalité issu de l’article de Wikipédia en allemand intitulé « Die Herrgottsgrenadiere » (voir la liste des auteurs).